# آناپولیس (ایلینوی)
آناپولیس (به انگلیسی: Annapolis) یک منطقهٔ مسکونی در ایالات متحده آمریکا است که در شهرستان کرافورد، ایلینوی واقع شده‌است. آناپولیس ۰٫۰۸۰ کیلومتر مربع مساحت و ۵۵ نفر جمعیت دارد و ۱۷۷٫۰۹ متر بالاتر از سطح دریا واقع شده‌است.